# Matelea bayatensis
Matelea bayatensis är en oleanderväxtart som först beskrevs av Ignatz Urban, och fick sitt nu gällande namn av R. E. Woodson. Matelea bayatensis ingår i släktet Matelea och familjen oleanderväxter. Inga underarter finns listade i Catalogue of Life.